# Campionati mondiali di short track 2019
I Campionati mondiali di short track 2019 (ufficialmente ISU World Short Track Speed Skating Championships 2019) sono stati la 44ª edizione della competizione organizzata dalla International Skating Union. Le gare si sono svolte dall'8 al 10 marzo 2019 all'Arena Armeec di Sofia, in Bulgaria.

## Podi

### Donne
| Evento                         | Oro                                                               | Tempo    | Argento                                                                               | Tempo    | Bronzo                                                                        | Tempo    |
| Classifica generale (dettagli) | Suzanne Schulting                                                 | 81 pt.   | Choi Min-jeong                                                                        | 76 pt.   | Kim Boutin                                                                    | 37 pt.   |
| 500 m (dettagli)               | Lara van Ruijven                                                  | 43"267   | Fan Kexin                                                                             | 43"427   | Suzanne Schulting                                                             | 43"518   |
| 1000 m (dettagli)              | Suzanne Schulting                                                 | 1'28"986 | Choi Min-jeong                                                                        | 1'29"187 | Kim Boutin                                                                    | 1'29"211 |
| 1500 m (dettagli)              | Choi Min-jeong                                                    | 2'29"741 | Kim Boutin                                                                            | 2'29"803 | Sof'ja Prosvirnova                                                            | 2'29"843 |
| 3000 m (dettagli)              | Suzanne Schulting                                                 | 5'26"880 | Choi Min-jeong                                                                        | 5'26"980 | Kim Ji-yoo                                                                    | 5'27"039 |
| Staffetta 3000 m (dettagli)    | Corea del Sud Choi Min-jeong Kim Geon-hee Kim Ji-yoo Shim Suk-hee | 4'13"904 | Russia Ekaterina Efremenkova Ekaterina Konstantinova Ėmina Malagič Sof'ja Prosvirnova | 4'14"353 | Canada Kim Boutin Camille de Serres-Rainville Alyson Charles Courtney Sarault | 4'14"984 |

### Uomini
| Evento                         | Oro                                                               | Tempo    | Argento                                        | Tempo    | Bronzo                                                            | Tempo    |
| Classifica generale (dettagli) | Lim Hyo-jun                                                       | 102 pt.  | Hwang Dae-heon                                 | 55 pt.   | Semën Elistratov                                                  | 44 pt.   |
| 500 m (dettagli)               | Hwang Dae-heon                                                    | 42"490   | Wu Dajing                                      | 42"725   | Ren Ziwei                                                         | 42"888   |
| 1000 m (dettagli)              | Lim Hyo-jun                                                       | 1'26"468 | Hwang Dae-heon                                 | 1'26"657 | Semën Elistratov                                                  | 1'26"660 |
| 1500 m (dettagli)              | Lim Hyo-jun                                                       | 2'31"632 | Samuel Girard                                  | 2'31"685 | Lee June-seo                                                      | 2'31"717 |
| 3000 m (dettagli)              | Lim Hyo-jun                                                       | 5'00"988 | Semën Elistratov                               | 5'01"120 | Keita Watanabe                                                    | 5'01"847 |
| Staffetta 5000 m (dettagli)    | Corea del Sud Hwang Dae-heon Lee June-seo Lim Hyo-jun Park Ji-won | 7'04"292 | Cina Ren Ziwei Wu Dajing Xu Hongzhi Yang Shuai | 7'04"651 | Ungheria Csaba Burján Cole Krueger Shaolin Sándor Liu Alex Varnyú | 7'04"961 |

## Medagliere
| Pos.   | Paese         | Oro | Argento | Bronzo | Totale |
| ------ | ------------- | --- | ------- | ------ | ------ |
| 1      | Corea del Sud | 8   | 5       | 2      | 15     |
| 2      | Paesi Bassi   | 4   | 0       | 1      | 5      |
| 3      | Cina          | 0   | 3       | 1      | 4      |
| 4      | Canada        | 0   | 2       | 3      | 5      |
| 4      | Russia        | 0   | 2       | 3      | 5      |
| 6      | Giappone      | 0   | 0       | 1      | 1      |
| 6      | Ungheria      | 0   | 0       | 1      | 1      |
| Totale | Totale        | 12  | 12      | 12     | 36     |